# Duroniella laticornis
Duroniella laticornis är en insektsart som först beskrevs av Krauss 1909.  Duroniella laticornis ingår i släktet Duroniella och familjen gräshoppor. Inga underarter finns listade i Catalogue of Life.